# 虹をよぶ拳
『虹をよぶ拳』（にじをよぶけん）は、原作：梶原一騎・作画：つのだじろうによる日本の漫画作品。『冒険王』（秋田書店）に1969年から1971年まで連載された。単行本はサンデーコミックス（秋田書店）において全7巻が刊行された。後に再編集版が2007年にマンガショップより全4巻で刊行された。2019年にゴマブックスより電子書籍版が全7巻で発刊された。

## 概要
連載当時の流行語でもあった「断絶」を描いた作品。主人公が両親から強いられた価値観に反発し、偶然出会った空手を通じて様々な出来事に遭遇し、成長を遂げていくという内容。
同じ原作者と漫画家による『空手バカ一代』の先駆的作品。ただし本作は架空の物語であり、『空手バカ一代』と違って実在の人物は物語には登場しない。空手に関する点は大山倍達の協力を得ており、連載時の毎号掲載の漫画ワク外に大山倍達のエピソードがコラム的に載せられ、漫画作品の実質的な監修が大山倍達となっている。作品中に描かれた空手の合宿の様子などは、実際の極真会館の合宿を参考にしていると作中でコメントされている。

## あらすじ
主人公は春日牧彦という中学生。勉学は得意だが運動は苦手。共働きの両親とともに郊外に新しく作られた団地に引っ越してきた。この両親に、一流大学から一流会社に進んで出世する事を強いられている牧彦は、密かに鬱憤を募らせながらも、表面上は両親の言いつけに従い、平和な生活を過ごしていた。
だがある日、家に刃物を持った2人組の強盗が押し入った。父親は為す術もなく強盗に殴られ、抵抗も出来ずにいたが、たまたま訪ねてきた牧彦の同級生の赤垣竜平が、空手で強盗を撃退した。それを目の当たりにした牧彦は衝撃を受け、両親の反対を押し切って空手を習い始める。
空手大会で入賞したあと成り行きで家出し、北海道の「タコ部屋」に拉致されてしまうが、そこで密かに空手の実力を磨き、1年後にタコ部屋の用心棒に勝利して脱出する。その後、ライバルである早乙女との対決やキックボクシングへの参加、ムエタイ選手との連戦などを通じて、牧彦は次第に物事の見方を成長させていく。

## 書誌情報
- 原作：梶原一騎・作画：つのだじろう『虹をよぶ拳』秋田書店〈サンデーコミックス〉、全7巻
  1. 1970年2月5日、ISBN 978-4-253-06162-9
  2. 1970年6月10日、ISBN 978-4-253-06163-6
  3. 1970年9月10日、ISBN 978-4-253-06164-3
  4. 1971年3月5日、ISBN 978-4-253-06165-0
  5. 1972年5月10日、ISBN 978-4-253-06166-7
  6. 1977年4月30日、ISBN 978-4-253-06167-4
  7. 1977年4月30日、ISBN 978-4-253-06168-1

- 原作：梶原一騎・作画：つのだじろう『虹をよぶ拳』マンガショップ、全4巻
  1. 2007年2月27日、ISBN 978-4-7759-1149-5
  2. 2007年2月27日、ISBN 978-4-7759-1150-1
  3. 2007年2月27日、ISBN 978-4-7759-1151-8
  4. 2007年2月27日、ISBN 978-4-7759-1152-5

- 原作：梶原一騎・作画：つのだじろう『虹をよぶ拳』ゴマブックス、電子書籍版、全7巻
  1. 2019年7月26日、
  2. 2019年7月26日、
  3. 2019年7月26日、
  4. 2019年7月26日、
  5. 2019年7月26日、
  6. 2019年7月26日、
  7. 2019年7月26日、